# Divisória Laurenciana

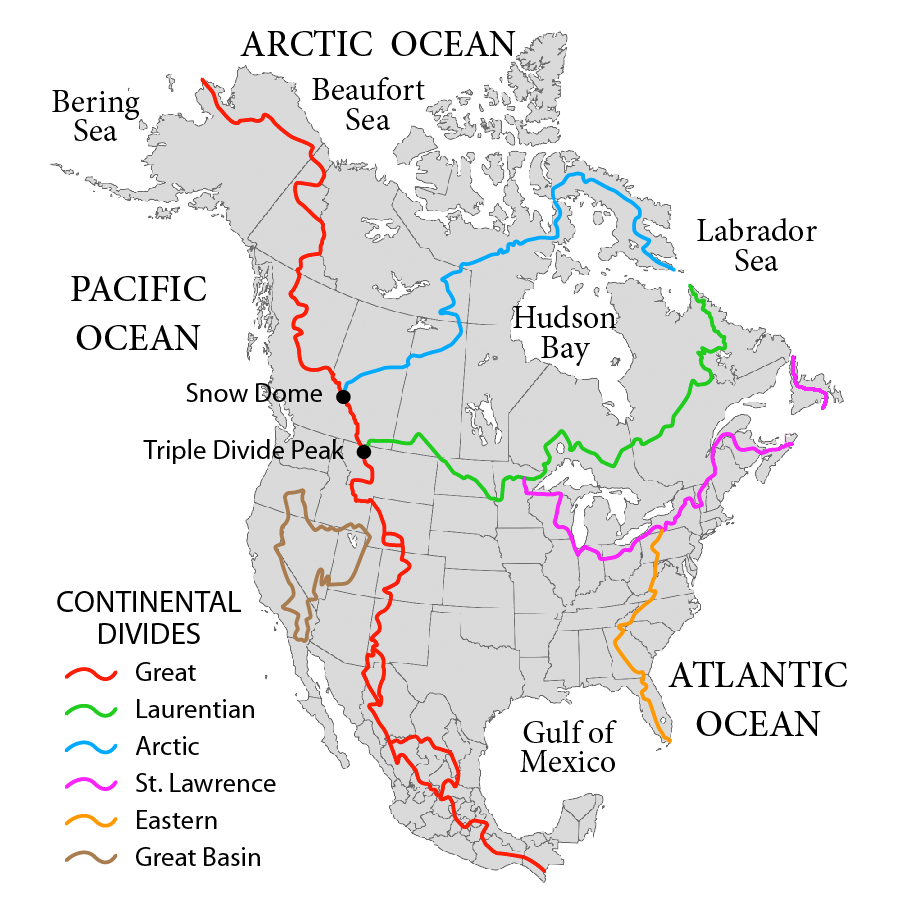
A divisória Laurenciana (verde) estende-se de Triple Divide Peak (Montana) até à costa da península do Labrador no paralelo 60 N, que é o limite norte do oceano Atlântico. A divisória de águas a norte que separa a bacia da baía de Hudson (azul) estende-se até ao limite norte do estreito de Hudson.

A divisória Laurenciana (em inglês:  Laurentian Divide ou Northern Divide) é uma divisória de águas que separa a drenagem de águas no leste e sul do Canadá em relação à parte setentrional da Região Centro-Oeste dos Estados Unidos. Água a norte dela flui para o oceano Ártico por rios que vão dar à baía de Hudson ou diretamente ao oceano Ártico. Água a sul da divisória segue para o oceano Atlântico por uma série de rios e lagos, incluindo os Grandes Lagos da América do Norte e o rio São Lourenço a leste, ou pelo rio Mississippi até ao golfo do México, a sul. Algumas fontes consideram a baía de Hudson como parte do oceano Atlântico e não do Ártico, o que tornaria a divisória Laurenciana uma divisória entre mares diferentes do mesmo oceano.
A norte e leste, o terminal da divisória é o Cabo Chidley / ilha Killiniq, no mar do Labrador onde este mar, parte do oceano Atlântico, se encontra com o estreito de Hudson, que por sua vez liga a baía de Hudson ao oceano Artico. Segue pelo Canadá oriental, entrando pelos Estados Unidos e reentrando no Canadá antes de terminar nas montanhas Rochosas já na parte ocidental dos Estados Unidos.
Na ilha Killiniq a divisória forma a fronteira ente Terra Nova e Labrador e Nunavut, e uma grande parte da fronteira entre Labrador e Quebec. Segue para oeste para cortar o Quebec e Ontário; marca o limite norte original de ambas as províncias na época da Confederação do Canadá em 1867, embora ambas se tenham expandido significativamente para norte. As águas a leste e sul da divisória seguem para o mar do Labrador, para o golfo de São Lourenço ou para o rio São Lourenço e Grandes Lagos.

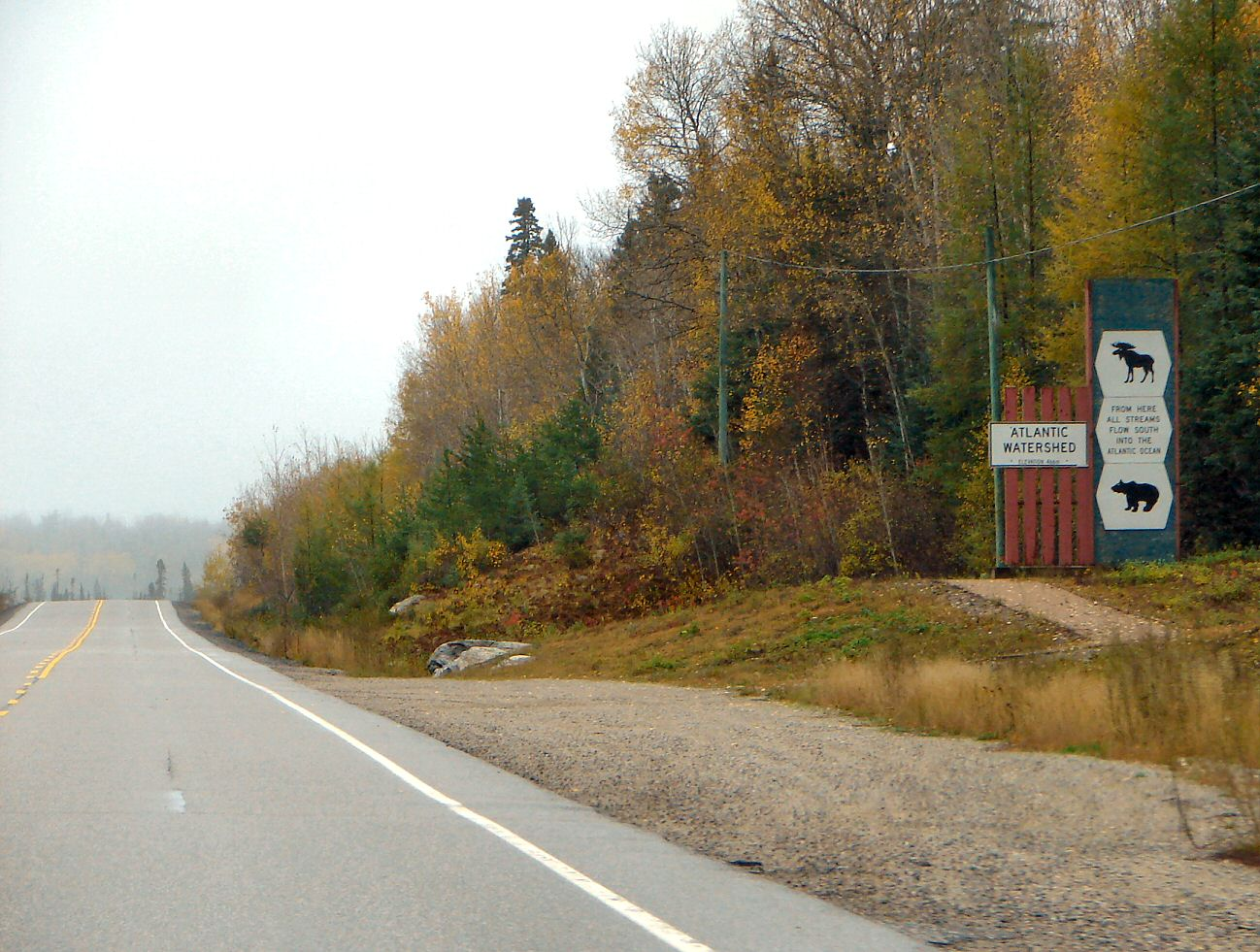
Sinal de informação que indica o cruzamento da divisória na autoestrada 101 no Ontário, Canadá

A divisória cruza os Estados Unidos no nordeste de Minnesota, mais precisamente em Height of Land Portage. Perto de Hibbing forma uma tripla divisória no chamado Hill of Three Waters (47°28′18.62″N, 92°57′55.76″W) onde a bacia hidrográfica do rio São Lourenço e a do rio Mississippi se encontram com a bacia da baía de Hudson. Cruza o extremo nordeste do Dakota do Sul e passa pelo Dakota do Norte no seu canto noroeste. As partes da divisória nos Estados Unidos separam as bacias do rio Rainy e do rio Vermelho do Norte das bacias do Mississippi e Missouri. A divisória forma ainda o limite norte do território negociado na compra da Louisiana.
A divisória cruza partes de Saskatchewan e Alberta antes de reentrar nos Estados Unidos onde encontra a Divisória Continental da América do Norte (a "Great Divide", ou seja, "Grande Divisória") em Triple Divide Peak no Parque Nacional Glacier (Estados Unidos), em Montana.